# Stefan Figueiredo
Stefan Figueiredo Pereira (Brumado, 16 de abril de 1988) é um futebolista brasileiro que atua como atacante. Começou a carreira no Vitória e atualmente joga pelo Southern District FC, de Hong Kong.

## Carreira
Stefan começou a carreira nas divisões de base do Vitória, depois partindo para o Atlético Paranaense, em 2008; em grandes clubes do Brasil atuou apenas em três, além dos dois já citados, também atuou pelo Cruzeiro de Minas Gerais. A partir daí teve passagens pelo Camaçari, Juazeiro e, por fim, pelo Jacuipense, onde disputou o Campeonato Brasileiro de Futebol da série D. Jogando pelo Vitória, o atleta alcançou a marca dos 300 gols, sendo 104 no Campeonato Baiano de Futebol sub-20. Em 2013, Stefan foi contratado pelo Rapid Bucureşti, da Romênia, por uma curta temporada. Foi seu primeiro clube estrangeiro. O jogador voltou para o Brasil no mesmo ano chegando a atuar no Jacuipense, mas novamente foi contratado por outro clube estrangeiro, o Citizen, de Hong Kong, onde ficou um curto período. Em 2014, assinou contrato com o Olimpik Sarajevo da Bósnia e Herzegovínia, onde finalmente sagrou-se campeão da Copa Bósnia (Kup Bih), quando sua equipe venceu o Nogometni Klub Široki Brijeg nos pênaltis, por 5 x 4 (cinco gols a quatro) e, assim sua equipe se classificou para a Liga Europa. No mesmo ano, sagrou-se vice-campeão da Premijer Liga, o campeonato nacional daquele país. Sua equipe perdeu para o Fudbalski Klub Sloboda.

## Títulos
Olimpik Sarajevo
- Copa Bósnia: 2014–15